# Stéphane Ly-Cuong
Stéphane Ly-Cuong (Eaubonne, Val-d'Oise, 22 d'octubre de 1972) és un director de cinema, director teatral i guionista francès. Va estudiar cinema a París VIII, al Brooklyn College i a La Fémis (taller de guió). Li agrada explorar en les seves pel·lícules els problemes de la diàspora vietnamita.

## Filmografia
- 1995 : Tarama no tarama
- 1999 : La Jeune Fille et la Tortue : un curtmetratge musical amb Barbara Scaff i Jérôme Pradon, amb música original de Patrick Laviosa.
- 2002: Paradisco: un curtmetratge musical amb Jérôme Pradon, Nicolas Larzul, Anthony Rapp, Grégori Baquet, Laurent Bàn, Alexandra Bonstein, Barbara Scaff, Laetitia Colombani, Alexandra Gonin, amb música original de Patrick Laviosa.
- 2013 : Il m'a dit qu'il était séronégatif
- 2015 : Feuilles de printemps:[1] un curtmetratge amb Frédéric Chau, ambe música original de Patrick Laviosa.
- 2018 : Allée des Jasmins:[2] un curtmetratge amb Linh-Dan Pham, Mike Nguyen i Fanny Sidney.

## Producció de vídeos musicals
- 2013 : Losing control de Mark Marian amb Laura Smet[3]
- 2016 : Hello you de Mark Marian
- 2017 : If I Loved You de Fleur Mino

## Escenificació d'espectacles en directe
- 2005 : Les nouveaux romantiques (Théâtre Essaïon, Paris)
- 2006 : A White Christmas Celebration - Sing A Song Of Christmas (Ikspiari, Tokyo)
- 2007 : C'est toujours ça de pris ! (Théâtre de l'Ile St-Louis & Atelier Théâtre de Montmartre, Paris)
- 2008 : La vie est une comédie musicale (Théâtre de l'Epée de Bois, Cartoucherie de Vincennes)
- 2009 : Vilaines filles mauvais garçons[4] (Péniche Adélaïde, Paris)
- 2010 : Cabaret Jaune Citron (lectures al Théâtre du Petit Saint-Martin, Paris) - Simply Broadway[5] (Théâtre de Nesle, Paris)
- 2011 : Cabaret Jaune Citron (creació al Vingtième Théâtre, Paris)
- 2012 : Cabaret Jaune Citron (represa a l'Auguste Théâtre, Paris)
- 2013 : Edges de Pasek & Paul (creació a l'Auguste Théâtre, Paris), The Last Five Years[6] de Jason Robert Brown (création à l'Auguste Théâtre, Paris)
- 2014 : Cabaret Jaune Citron (represa a l'Auguste Théâtre, Paris), C'est toujours ça de pris ! (Festival OFF d'Avignon, Théâtre des Vents)
- 2015 : Messages personnels[7] (Théâtre des Déchargeurs, Paris), Cabaret Jaune Citron[8][9] (represa a l'Auguste Théâtre, Paris), 24 heures de la vie d'une femme[10] (Théâtre La Bruyère, Paris)
- 2016 : Love, Always (Comédie Nation, Paris)
- 2017 : Espiègleries (Carré à la Farine, Versailles)
- 2018 : French Kiss[11] (Théâtre Trévise, Paris)

## Autor
- 2010 : 24 heures de la vie d'une femme (coautor amb Christine Khandjian - lectures al Théâtre du Petit Saint-Martin, Paris)
- 2015 : 24 heures de la vie d'une femme[10] (Théâtre La Bruyère, Paris)
- 2017 : 24 horas en la vida de una mujer[12] (creació a Espanya)
- 2020 : 24 часа из жизни женщины (creació a Rússia)

## Divers
Stéphane Ly-Cuong també ha escrit per a mitjans especialitzats en teatre musical. Ha escrit per a Playbill Online, The Sondheim Review, Tony Awards Online i Musical Stages Online. Va ser coeditor en cap del lloc web Regard en Coulisse del 2001 al 2019.